# Phrictus quinquepartitus
Phrictus quinquepartitus (лат.) — вид крупных фонарниц рода Phrictus (Fulgoridae).

## Распространение
Неотропика от Коста-Рики и Никарагуа до Колумбии и Бразилии.

## Описание
Крупные фонарницы с яркой окраской тела и длиной до 5 см. Самки имеют длину 45—48 мм, а самцы — 40—42 мм.
Передние крылья коричневато-зеленые, с жёлтой полосой в нижней трети. Благодаря такой окраске хорошо скрывает фонарниц на деревьях. Нижние крылья имеют рассеянный белый узор яркого красно-черного цвета.
В дополнение к пёстрому цвету, отличается уникальной формой головы. Она очень большая по сравнению с телом, так как лишь вдвое меньше длины всего тела и полая, напоминающая нос, с характерными роговидными выступами на глазах.
Основная функция этих различных выступов — копание или вгрызание в сочную мякоть листьев и открывание щелей в коре деревьев, чтобы разместить там яйца.
Питаются соками растений, который они высасывают из цветов и листьев из растений-хозяев.
Вид консервативный в своём питании, ограничивающий их рацион определенными растениями, и по многим необъяснимым причинам, несколько поколений насекомых питаются одним и тем же деревом и ничем иным.
Предпочитаемое кормовое растение дерево Simarouba amara из семейства Симарубовые (Simaroubaceae), а также Terminalia oblonga (Combretaceae),
Castilla elastica (Rosales, Moraceae), Ocotea cernua (Laurales, Lauraceae).
Активны ночью, днём отдыхают на нижней части стволов близко к земле, а цвет их закрытых крыльев хорошо их скрывает. В случае опасности они резко расправляют крылья, увеличивая размер своего тела, высвечивая свой ярко-красный цвет и пятна, пытаясь напугать любых атакующих, поскольку нет других вариантов защиты, ни жала или яда.
Живут на деревьях. Самки собирают воск со своих желёз на животах, покрывая личинок этим материалом, который защищает их от влаги. Этот же воск используется для облицовки стенок яичных камер, спрятанных в трещинах коры.
У них есть различные бактерии в их теле, которые живут в симбиозе с ними и, как полагают, производят питательные вещества для насекомых.
В результате сосания сока деревьев, они производят медовую росу, которая выделяется специальной катапультоподобной структурой в задней части тела. Несколько видов беспозвоночных потребляют этот материал, особенно муравьи рода Camponotus или виды улиток Euglandina aurantiac (Mollusca, Gastropda, Panpulmonata, Spiraxidae), которая, несмотря на то, что поедает хищников (в основном других улиток), предпочитает собирать этот материал из-за его высокого содержания углеводов, большого содержания кальция, он важен для создания и поддержания твердости покровов.

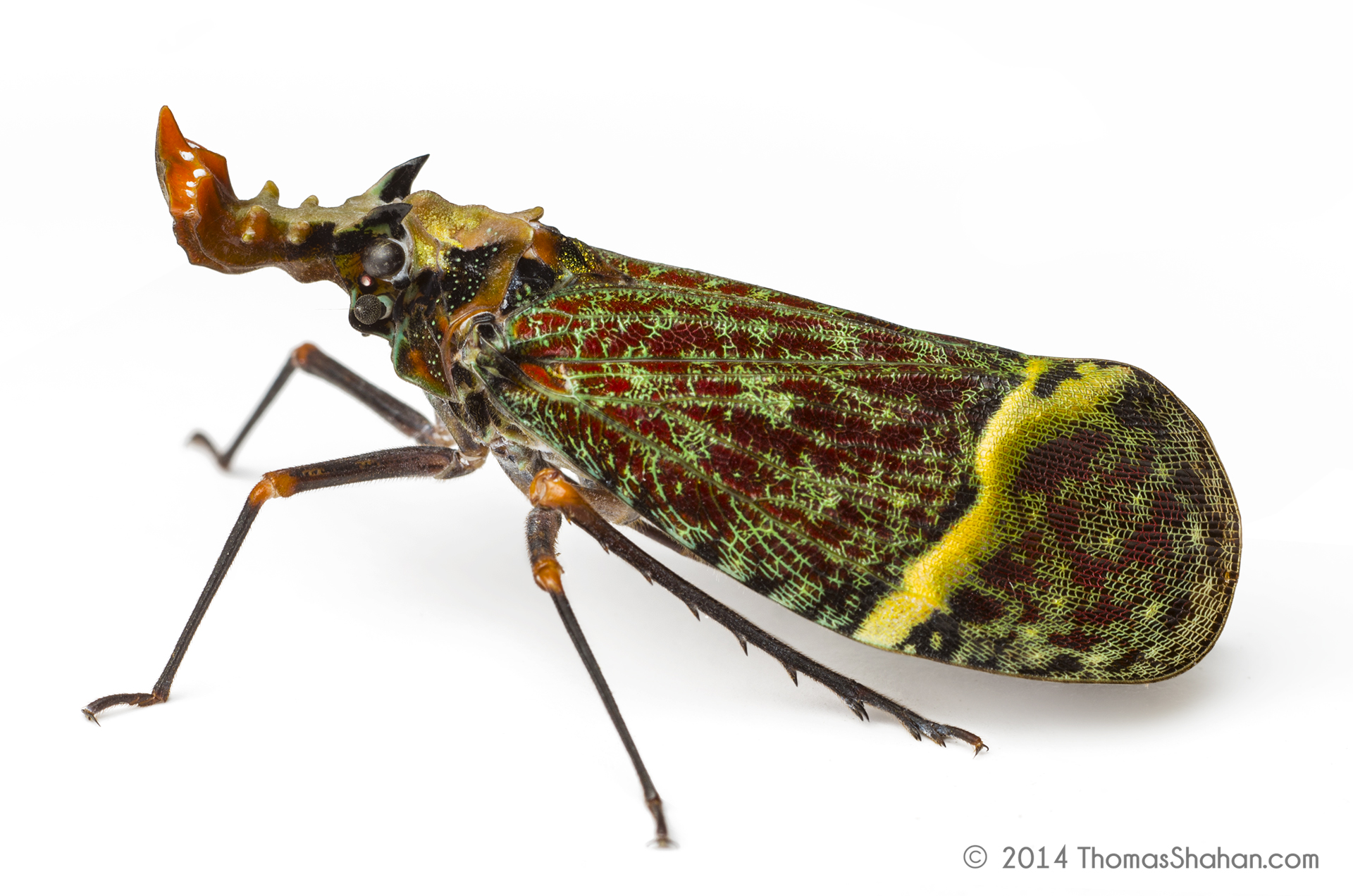
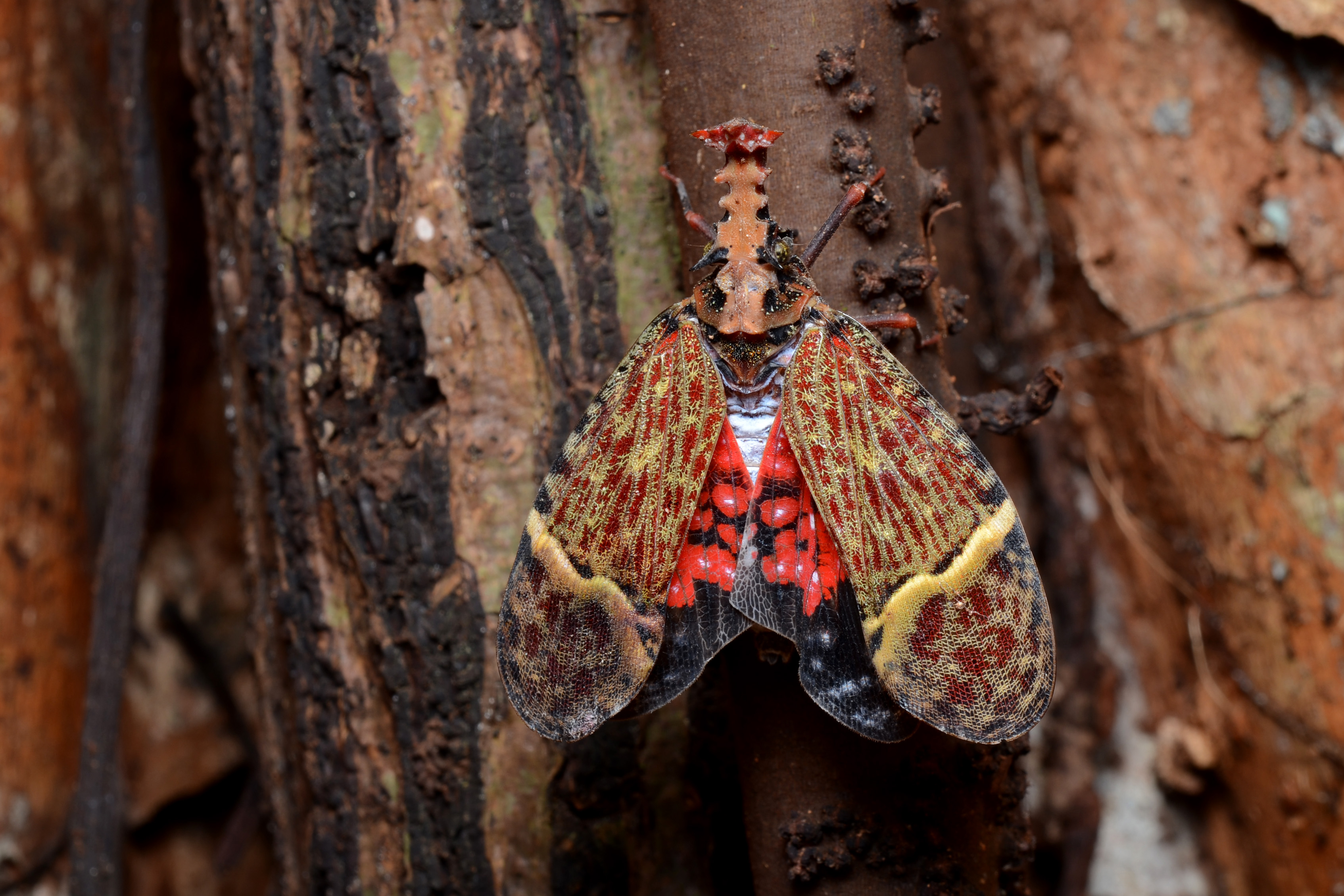

## Систематика
Вид был впервые описан в 1883 году английским энтомологом Уильямом Лукасом Дистантом (William Lucas Distant; 1845—1922).